# Исаханов, Игорь Николаевич
Игорь Николаевич Исаханов (12 марта 1943 года, город Азов — 5 июня 1991, город Киев) — украинский деятель, генеральный директор Киевского производственного объединения «Завод Арсенал». Депутат Верховного Совета УССР 10-11-го созывов в 1984—1990 г.

## Биография
Родился в семье служащего. В 1966 году окончил радиотехнический факультет Таганрогского радиотехнического института.
В 1966 — 1983 г. — мастер производственного участка, начальник цеха, заместитель главного инженера, главный инженер Киевского производственного объединения «Завод Арсенал».
В ноябре 1983 — июне 1991 г. — генеральный директор Киевского производственного объединения «Завод Арсенал». В состав производственного объединения входили заводы «Арсенал», «Прогресс», «Вега», «Алмаз» и совхоз «Майдановский».
Скончался 5 июня 1991 года. Похоронен на Байковом кладбище Киева.

## Семья
Супруга Валентина Леонидовна Исаханова (15 февраля 1945 года, город Таганрог - 17 июля 2018 года, город Киев) - начальник Технологического бюро ПТК-4 КП СПС «Арсенал» (последнее место работы).
Дочь Наталья Исаханова, адвокат, к.ю.н., партнер АО «АФ «Сергей Козьяков и Партнеры» (г.Киев, Украина).

## Награды
- орден Трудового Красного Знамени
- лауреат Государственной премии СССР в области науки и техники
- медали